# Вербена лікарська
Вербе́на ліка́рська (Verbena officinalis L.) — вид квіткових рослин родини вербенові (Verbenaceae).

## Ботанічні характеристики
Вербена лікарська — багаторічна трав'яниста рослина заввишки 30—60 см. Стебло прямовисне, по гранях шорстке. Листки шорсткі, яйцювато-довгасті. Квітки дрібні, блідо-лілові, зібрані в довгі тонкі ниткоподібні колоски. Плід складається з чотирьох горішків. Цвіте в червні — жовтні.

## Історія застосування
Здавна вербену вважали чудодійною. У стародавні часи служителі релігійного культу прикрашали нею вівтарі під час жертвоприношень. Грецькі воїни вірили, що вербена робить їх тіло невразливим, відлякує ворога. У римлян цю квітку присвячували Меркурію — крилатому віснику богів. Вербеною прикрашали посланців, які йшли з мирною місією, називали їх вербеноносцями.
У середні віки навколо цієї рослини створювали таємничість. Збирали її один раз на рік, у безмісячну ніч, при сяйві планет Венери або Меркурія. Вважалося, що особливу силу має вербена, викопана в певний час золотою або срібною лопатою, її не можна було збирати, поки не випала вранішня роса і не зволожила рослини. Така вербена повинна була принести здоров'я і навіть багатство.

## Поширення
Вид має природне поширення у Європі (крім Скандинавії й Ісландії), північній і східній частинах Африки, Туреччині, півдні Азії, Кореї, Японії, Австралії.
В Україні зростає на всій території, на вологих забур'янених місцях та узбіччях доріг.

## Фармакологічні властивості
В усіх частинах рослини міститься отруйна речовина — вербеналін. Крім того, в траві виявлено вітамін С, кумарин, дубильні речовини, органічні та інші сполуки. В медицині використовується для стимуляції блювотного рефлексу.

## Медичне застосування
Вербену використовують при шкірних захворюваннях, у тому числі від золотухи. Застосовують також при артеріосклерозі і тромбозах, в гомеопатії її використовують при нирковокам'яній хворобі. В індійській медицині свіжі листки призначають при гарячці та як відволікаючий засіб.

## Розмноження
Розмножується насінням і вегетативно. У підготовлений ґрунт (переораний чи скопаний на глибину 22—25 см, в який внесено 0,3 т/100 м² органічних добрив) насіння висівають на глибину 1—1,5 см, ширина міжрядь — 50—55 см. Сходи з'являються на 9—10-й день, масово — на початку третьої декади. В перший рік життя рослина утворює генеративні пагони заввишки 55 см. Вони цвітуть у кінці липня, достигають — у кінці вересня. Плодоносить регулярно.
Вегетативно розмножують живцями, які нарізають у липні і укорінюють під склом. Так вони перезимовують. Навесні їх можна використовувати як маточні екземпляри для живцювання.